# Trichopteryx tangens
Trichopteryx tangens là một loài bướm đêm trong họ Geometridae.